# جالة (تاينست)
جالة هي إحدى مشيخات المملكة المغربية، تتبع جغرافيا لإقليم تازة وإداريًا لتاينست. يقدر عدد سكانها بـ 3807 نسمة حسب الإحصاء الرسمي للسكان والسكنى لسنة 2004.